# Феофил Александрийский
Патриа́рх Фео́фил (греч. Θεόφιλος) — патриарх Александрийский. Занимал александрийскую патриаршую кафедру с 385 по 412 год.

## Биография

### Патриаршество
Став патриархом, в жёсткой форме требовал покорности от епископов, а непослушных подвергал тюремному заключению или изгнанию. Для поддержания своей власти Феофил создал сеть осведомителей, имел также шпионов при императорском дворе в Константинополе; умело подкупал императорских чиновников. За единовластие в двух сферах одновременно — светской и духовной — Феофил получил отнюдь не почётное звание христианского фараона.
Выстроив таким образом свою власть в Египте и в Ливии, Феофил желал распространить свои полномочия на всю территорию Восточной Римской империи, по аналогии с папой в Риме.
Патриаршество Феофила было отмечено борьбой с язычеством и противостоянием оригенизму. Преемником Феофила стал его племянник Кирилл.
Четырнадцать правил, составленных Феофилом Александрийским, вошли в Каноны Православной Церкви.
Причастен к уничтожению  Александрийского Серапеума

### Феофил и Иоанн Златоуст
Наиболее известен по своей вражде к Иоанну Златоусту. Отличаясь большим честолюбием, он стремился подчинить своему влиянию Константинопольского архиепископа, и потому после смерти Нектария (381—397), добивался того, чтобы на эту кафедру было избрано преданное ему лицо. Когда, вопреки планам Феофила, был избран в епископы столицы Иоанн Златоуст, бывший до этого пресвитером в Антиохии, Феофил сделался опорою противной Златоусту партии. Он принял деятельное участие в сложной интриге против Константинопольского святителя, результатом которой было низложение последнего и двукратное изгнание из столицы. На соборе «под дубом», проходившем в 403 году под Халкидоном, составленном врагами Златоуста с целью низложения его, Феофил присутствовал в качестве председателя.

## Память
В 1935 году Международный астрономический союз присвоил имя Феофила Александрийского кратеру на видимой стороне Луны.